# Lake Barlee
Der Lake Barlee ist ein Salzsee im Westen des australischen Bundesstaates Western Australia, ca. 500 km nordöstlich von Perth und ca. 240 km nordwestlich von Kalgourlie an der Grenze zwischen den Local Government Areas Sandstone Shire und Menzies Shire. Der Lake Barlee besitzt eine Ost-West-Ausdehnung von ca. 108 km und eine Nord-Süd-Ausdehnung von ca. 80 km. Normalerweise ist der See trocken. Er füllt sich durchschnittlich alle 10 Jahre; dann braucht es etwas länger als 1 Jahr, bis das gesamte Wasser wieder verdunstet ist. Ist Wasser im See, stellt dieser einen wichtigen Brutplatz für Wasservögel dar.
An den Ufern des Lake Barlee finden sich folgende Siedlungen: Lake Barlee im Westen, Cashmere Downs wenige Kilometer vom Nordufer, Perinvale O/C am Ostufer und Mount Elvire auf der Halbinsel, die von Süden in den See vordringt. Alle Siedlungen sind ausschließlich über unbefestigte Straßen zu erreichen. Die südliche Halbinsel ist Teil der Mount Elvire Conservation Area.

## Geschichte
Der Lake Barlee wurde 1869 von John Forrest entdeckt. Forrests Expedition, die nach dem schon lange vermissten Ludwig Leichhardt suchte, versank im Schlamm, als sie am 19. März den Salzsee überqueren wollte. Nachdem sie die Pferde aus dem Schlamm befreit hatten, strichen sie fast eine Woche lang um den See herum. Am 25. März bestieg Forrest einen Hügel in der Gegend und erkannte von dort aus die große Ausdehnung des Sees. Er benannte ihn anschließend nach Frederick Barlee (1827–1884), Kolonialsekretär von Western Australia.

## Vögel
Der Lake Barlee wurde zusammen mit einigen kleineren Satellitenseen von BirdLife International zu einer 1937 km² Important Bird Area (IBA) erklärt, weil dort eine der größten jemals gefundenen Brutstätten der Gebänderten Stelze (Cladorhynchus leucocephalus), aus der Familie des Säbelschnäbler mit 179.000 Nestern festgestellt wurde. Weitere Wasservögel, die nachweislich an diesem See gebrütet haben, sind Schwarzschwäne, Australische Kasarkas, Rosenohrenten, Weißkopfstelzen (Himantopus leucocephalus) und Rotkappendotterels (Charadrius ruficapillus).